# بول لامبيرت
بول لامبيرت (بالإنجليزية: Paul Lambert)‏ وهو لاعب كرة قدم سابق ومدرب اسكتلندي ولد في يوم 7 أغسطس 1969 في مدينة غلاسكو في سكوتلاندا وقد لعب في مركز الوسط مع أندية سانت ميرين ونادي ماذرويل ونادي بوروسيا دورتموند ونادي سلتيك ونادي ليفينغستون وقد لعب مع منتخب اسكتلندا لكرة القدم في 40 مباراة دولية وسجل هدف واحد وقد بدأ في العمل كمدرب في سنة 2005 مع نادي ليفينغستون وثم مع ويكومب واندرز وكولتشستر يونايتد ونورويتش سيتي في إنجلترا وقد كان يدرب نادي أستون فيلا حيث بدأ في العمل كمدرب له في عام 2012، من أبرز إنجازاته كمدرب تأهيله نادي نورويتش سيتي إلى دوري الدرجة الممتازة الإنجليزي في موسم 2010-2011.

## مسيرته الكروية
لعب بول لامبيرت خلال مسيرته الاحترافية مع 5 أندية في ثلاثة وعشرون موسمًا وسجل خلالها 35 هدفًا ضمن 574 مباراة. حيث فاز في أربعة مواسم بالكأس وفي أربعة مواسم بالدوري.
خاض بول لامبيرت مسيرته مع نادي سانت ميرين في موسم 1985–86 ليلعب معه تسعة مواسم، مشاركًا في 227 مباراة سجل خلالها 14 هدفًا. ثم انتقل إلى نادي ماذرويل في موسم 1993–94 واستمر معه طيلة ثلاثة مواسم، حيث شارك في 103 مباراة سجل خلالها 6 أهداف. لينتقل بعدها إلى نادي بوروسيا دورتموند للفورميلا في موسم 1996–97 ولمدة موسمين، مشاركًا في 44 مباراة سجل خلالها هدفًا واحدًا. ثم انتقل إلى نادي سلتيك في موسم 1997–98 ليلعب معه ثمانية مواسم، مشاركًا في 193 مباراة سجل خلالها 14 هدفًا. هذا وانتقل لاحقًا إلى نادي ليفينغستون لكرة القدم في موسم 2005–06 لمدة موسم واحد، مشاركًا في 7 مباريات ولم يسجل أي هدف.

## روابط خارجية
- بول لامبيرت على موقع الاتحاد الدولي (مؤرشف)  (الإنجليزية)
- بول لامبيرت على موقع الاتحاد الأوربي (الإنجليزية)
- بول لامبيرت على موقع قاعدة بيانات كرة القدم.إي يو (الإنجليزية)
- بول لامبيرت على موقع بيانات كرة القدم. دي إي (الألمانية)
- بول لامبيرت على موقع ناشيونال فوتبول تيمز (الإنجليزية)
- بول لامبيرت على موقع Soccerbase.com (لاعب) (الإنجليزية)
- بول لامبيرت على موقع Soccerbase.com (مدرب) (الإنجليزية)
- بول لامبيرت على موقع عالم كرة القدم.نت (الإنجليزية)